# لجنة غوانتانامو العسكرية
اللجان العسكرية في غوانتانامو، هي محاكم عسكرية مرخصة بموجب أمر رئاسي، ثم بموجب قانون اللجان العسكرية عام 2006، وحاليًا بموجب قانون اللجان العسكرية عام 2009 لمحاكمة المعتقلين في معسكرات الاحتجاز في خليج غوانتانامو التابع للولايات المتحدة.

## تاريخ
أفادت رابطة المحامين الأمريكية في يناير 2002:
ردًا على الهجمات غير المسبوقة التي وقعت في 11 سبتمبر، في 13 نوفمبر 2001 أعلن الرئيس أن بعض غير المواطنين في «الولايات المتحدة» ستعتقلهم وتحاكمهم السلطات العسكرية. وينص الأمر «التنفيذي» على أن غير المواطنين الذين يرى الرئيس أنهم أعضاء في تنظيم القاعدة أو أنهم كانوا كذلك، أو شاركوا في أعمال الإرهاب الدولي أو ساعدوا على ارتكابها أو حرضوا عليها أو تآمروا على ارتكابها، وهي أعمال تسببت في إيذاء الولايات المتحدة أو مواطنيها أو هددت بالتسبب فيها أو هدفت إلى إلحاق الأذى بها أو التسبب في آثار سلبية فيها، أو قاموا عن علم بإيواء هؤلاء الأفراد، سيتعرضون للاحتجاز من جانب السلطات العسكرية ويُحاكَمون أمام لجنة عسكرية.
شكلت وزارة الدفاع في الولايات المتحدة محاكم عسكرية للبحث في التهم الموجهة إلى المقاتلين الأعداء المحتجزين في معسكر الاحتجاز في خليج غوانتانامو. في السنوات الأولى لم تسمح سلطات المخيم للمحتجزين الأجانب بالوصول إلى محامين أو الاطلاع على الأدلة التي تدعم التهم الموجهة إليهم، وأعلنت السلطة التنفيذية أنهم خارج نطاق الإجراءات القانونية الواجبة بموجب أمر الإحضار. وفي قضية «رسول ضد بوش» عام 2004، قضت المحكمة العليا للولايات المتحدة بأن للمتهم الحق في المثول أمام المحكمة وأنه يتعين منحه الحق في التواصل مع محام وفرصة الطعن على احتجازه أمام محكمة حيادية.
في 29 يونيو 2006، حكمت المحكمة العليا في قضية «حمدان ضد رامسفيلد» 05-194 وأصدرت القرار 5-3 ضد المحتجز سليم أحمد حمدان. إذ أعلنت فعليًا أن محاكمة معتقلي غوانتانامو تحت إشراف لجنة غوانتانامو العسكرية الحالية «المعروفة أيضًا باسم المحكمة العسكرية» هي أعمال غير قانونية بموجب القانون الأمريكي، ووفقًا لاتفاقيات جنيف.
:استنادا إلى الرأي «الفقرة 4 الصفحة 4»:
تفتقر اللجنة العسكرية المعنية إلى سلطة المضي قدمًا، لأن هيكلها «القانون الموحد للعدالة العسكرية» وإجراءاتها تنتهك القانون الموحد للعدالة العسكرية واتفاقيات جنيف الأربع الموقعة سنة 1949.
أيضًا فإن عمل المحاكم يتطلب الحصول على إذن من كونغرس الولايات المتحدة، وفقًا لمبدأ الفصل بين السلطات.
وبأخذ قانون جرائم الحرب في الحسبان، فإن هذا الحكم يعرض إدارة بوش لخطر المسؤولية الجنائية عن جرائم الحرب. ولمعالجة هذه المشكلات القانونية، طلب الرئيس سن قانون اللجان العسكرية، وأقره الكونغرس.

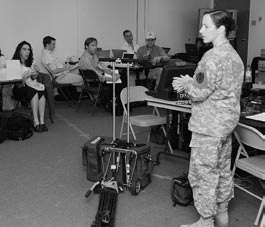
الرائد إليزابيث كوبالا المتحدثة باسم مكتب اللجان العسكرية تقدم بيانًا صحفيًا

في سبتمبر 2006، أقر مجلس الشيوخ الأمريكي ومجلس النواب الأمريكي قانون اللجان العسكرية عام 2006، ووقعه الرئيس بوش في 17 أكتوبر. أثار مشروع القانون الجدل بسبب استمرار تفويض الرئيس بوصف بعض الأشخاص بأنهم «مقاتلين أعداء غير شرعيين» ومن ثم إخضاعهم للجان العسكرية وحرمانهم من المثول أمام القضاء.
في قضية «بوميدين ضد بوش» 2008، قضت المحكمة العليا للولايات المتحدة بأن المعتقلين الأجانب الذين تسجنهم الولايات المتحدة، وفيهم المحتجزون في معتقل خليج غوانتانامو، لهم حق المثول أمام القضاء بموجب الدستور الأمريكي، لأن الولايات المتحدة لها السلطة الوحيدة في قاعدة خليج غوانتانامو. ورأت أن قانون اللجان العسكرية عام 2006 كان تعليقًا غير دستوري لهذا الحق.

## مقارنة بين الأنظمة الدولية وأنظمة الولايات المتحدة

### نظم العدالة في الولايات المتحدة
لدى الولايات المتحدة نظامان قضائيان متوازيان للعدالة، بهما قوانين وأنظمة أساسية وسوابق قضائية وقواعد إثبات ومسارات للاستئناف. في ظل أنظمة العدالة هذه، يتمتع السجناء بحقوق معينة. إذ إن لهم الحق في معرفة الأدلة ضدهم، وتلافي تجريم أنفسهم، والاستعانة بمحام، واستجواب شهود الاتهام.
يمثل النظامان القضائيان المتوازيان السلطة القضائية الأمريكية، إضافةً إلى نظام مبسط للعدالة يُسمى المدونة الموحدة للعدالة العسكرية، للأشخاص الخاضعين للولاية القضائية العسكرية. ويحق للأشخاص الذين يخضعون لمحاكمة عسكرية أن يتمتعوا بنفس الحقوق الأساسية التي يتمتع بها نظام القضاء المدني.
إن المحاكمات العسكرية التي تجري في غوانتانامو بموجب قانون أصول المحاكمات العسكرية عام 2006 لا تتم وفقًا لأي من نظامي العدالة. وتشمل الفروق ما يلي:
- على عكس المحاكم المدنية، يتعين على ثلثي هيئة المحلفين فقط أن يتفقوا من أجل إدانة شخص ما بموجب قواعد اللجنة العسكرية. ويشمل ذلك اتهامات مثل دعم الإرهاب والشروع في القتل، والقتل.[4]
- لا يُسمح للمتهمين بالاطلاع على جميع الأدلة ضدهم. في حين يحق لرئيس المحكمة النظر في الأدلة السرية التي لا تُتاح للمتهم فرصة الاطلاع عليها أو دحضها.[5]
- يتسنى للجنة أن تنظر في الأدلة التي انتُزعت بأساليب الاستجواب القسرية قبل اعتماد قانون معاملة المحتجزين.[6] لكن قانونيًا، يُمنع على اللجنة النظر في أي أدلة تُنتزع بواسطة التعذيب، على النحو الذي حددته وزارة الدفاع سنة 2006.[7]
- يجوز غلق باب المرافعات وفقًا لتقدير رئيس الجلسة، ليتسنى للجنة مناقشة المعلومات السرية.[8]
- ليس للمتهم حرية اختيار المحامي، إذ لا يجوز له أن يستخدم سوى المحامين العسكريين، أو المحامين المدنيين المؤهلين للحصول على تصريح أمني سري.[9]
- لما كان المتهمون محتجزين بوصفهم مقاتلين غير شرعيين -فئة غير مصنفة ضمن أسرى الحرب بموجب اتفاقيات جنيف- فإن تبرئة المتهمين من جميع التهم لا تضمن الإفراج عنهم.

### دوليًا
يحظر القانون الدولي لحقوق الإنسان محاكمة المدنيين في المحاكم العسكرية. لم تصدق الولايات المتحدة قط على قانون المحكمة الجنائية الدولية وسحبت توقيعها الأصلي على الانضمام خشية تداعيات حرب العراق.
على غرار اللجان العسكرية، تتطلب إجراءات المحاكمة في المحكمة الجنائية الدولية ما يلي:
- يمكن أغلبية القضاة الثلاثة الحاضرين، بوصفهم محكمين للوقائع، أن يتوصلوا إلى قرار يجب أن يتضمن بيانًا كاملًا ومسببًا.[11] لكن خلافًا للجنة العسكرية الأمريكية فهؤلاء هم قضاة وليسوا مجرد ضباط عسكريين. إضافةً إلى ذلك، يشترط النظام الأساسي للمحكمة الجنائية الدولية أن يكون القضاة على مستوى عال من الكفاءة في القانون الجنائي، وأن يمتلكوا الخبرة اللازمة ذات الصلة، وكفاءة مشهود لها في مجالات القانون الدولي، مثل القانون الإنساني الدولي وقانون حقوق الإنسان، وخبرة مهنية متعلقة بالعمل القضائي.[12]
- يُفترض أن تكون المحاكمات علنية، لكن الإجراءات غالبًا ما تكون مغلقة، ولا يتحدد بالتفصيل مثل هذه الاستثناءات من المحاكمة العلنية. ومع ذلك، فإن النظام الأساسي للمحكمة الجنائية الدولية ينص صراحةً على أن المبدأ هو محاكمة علنية، ويمكن القضاة النظر في الاستثناءات إذا قدموا أسسًا كافية.[12]
- يُسمح بالجلسات السرية لحماية الشهود أو المدعى عليهم وكذلك الأدلة السرية أو الحساسة.[13] ومع ذلك، ينص القانون على أن هذا استثناء لمبدأ جلسات الاستماع العلنية، تلجأ إليه المحكمة خصوصًا في حالات ضحايا العنف الجنسي والأطفال الضحايا أو الشهود.[12]
- لا يحظر النظام الأساسي الشائعات صراحةً وغيرها من الأدلة غير المباشرة، ما يضيف مرونةً إلى الإجراءات نظرًا إلى الأعراف القانونية المختلفة للقضاة أو للقانون المطبق، لكن قيل إن المحكمة تسترشد بالاستثناءات من الشائعات البارزة في أنظمة القانون العام،[14] على غرار اللجان العسكرية،[15] ومع ذلك، تنص القواعد المعمول بها في القانون الدولي على أن مقبولية مثل هذه الأدلة تسترشد «باستثناءات الشائعات التي تعترف بها عمومًا بعض النظم القانونية الوطنية، إضافةً إلى مصداقية الأدلة وطوعيتها وجدارتها بالثقة».[11]